# Eugène Grisot
Eugène Grisot (França) fou un tirador amb arc francès, guanyadora de quatre medalles olímpiques.
Va participar en els Jocs Olímpics d'Estiu de 1908 celebrats a Londres (Regne Unit), on va aconseguir guanyar la medalla d'or en la prova d'estil continental en categoria masculina i finalitzà dinovè en la prova masculina de la doble ronda York. Participà en els Jocs Olímpics d'Estiu de 1920 realitzats a Anvers (Bèlgica), on aconseguí guanyar tres medalles olímpiques: la medalla de plata en les proves d'ocell mòbil (50 metres per equips) i d'ocell mòbil (33 metres per equips) i una medalla de bronze en la prova d'ocell mòbil (28 metres per equips).